# Ceratosolen acutatus
Ceratosolen acutatus är en stekelart som beskrevs av Mayr 1906. Ceratosolen acutatus ingår i släktet Ceratosolen och familjen fikonsteklar. Inga underarter finns listade i Catalogue of Life.